# Premi AVN a l'artista transgènere de l'any
El Premi AVN a l'artista transgènere de l'any (anteriorment Premi AVN a l'artista transsexual de l'Any) es presenta cada gener a Las Vegas, Nevada a la cerimònia dels Premis AVN. Representa l'intèrpret de pel·lícules pornogràfiques transgènere que ha tingut el millor treball l'any anterior. S'ha donat anualment des del 2004.
Vaniity va ser el primer guanyador i el primer guanyador en dues ocasions; guanyant el 2004 i el 2013. Venus Lux va ser el primer guanyador seguit; guanyador el 2015 i el 2016. Buck Angel és l'únic home trans que ha guanyat el premi, el 2007.
Inicialment, els guanyadors no van rebre el premi a l'escenari, i les presentacions a l'escenari van començar amb el premi 2013 a Vaniity. Des de gener de 2021, el titular és l'Aubrey Kate.

## Guanyadors i nominats

### Dècada del 2000
| Any  | Foto | Guanyador      | Nominats |
| ---- | ---- | -------------- | --- |
| 2004 |      | Vaniity        | Gia Darling Vo D’Balm Fabiane de la Costa Joanna Jet Nomi X                                                             |
| 2005 |      | Vicki Richter  | Vo D’Balm Gia Darling Danielle Foxxx Joanna Jet Fabiola Mebarek Vaniity                                                 |
| 2006 |      | Gia Darling    | Joanna Jet Vicki Richter Wendy Williams                                                                                 |
| 2007 |      | Buck Angel     | Gia Darling Danielle Foxxx Joanna Jet Allanah Starr Holly Sweet Vaniity Wendy Williams                                  |
| 2008 |      | Allanah Starr  | Buck Angel Khloe Hart Sexy Jade Kourtney Yasmin Lee Carla Novaes Thays Schiavinato Vaniity Vicki Richter Wendy Williams |
| 2009 |      | Wendy Williams | Buck Angel Brittany Coxxx Natassia Dreams Jesse Flores Foxxy Jessica Host Yasmine Lee Vicki Richter Holly Sweet         |

### Dècada del 2010
| Any  | Foto | Guanyador      | Nominats |
| ---- | --- | -------------- | --- |
| 2010 | | Kimber James   | Buck Angel Celeste (IV) (Trans) Sexy Jade Jesse Joanna Jet Olivia Love Anna Paula Samadat Hazel Tucker Wendy Williams                                                                              |
| 2011 | | Bailey Jay     | Morgan Bailey Hera C Celeste Natalia Coxxx Amy Daly Jesse Flores Foxxy Mia Isabella Kimber James Hazel Tucker Wendy Williams                                                                       |
| 2012 | Celeste Amy Daly Morgan Bailey Jesse Flores Mia Isabella Joanna Jet Yasmin Lee Madison Montag Domino Presley Aly Sinclair Brittany St. Jordan Juliette Stray Hazel Tucker Wendy Williams    | Bailey Jay     | |
| 2013 | | Vaniity        | Celeste Amy Daly Danni Daniels Jessica Fox Joanna Jet Eva Lin Venus Lux Sunshyne Monroe Aly Sinclair Brittany St. Jordan Tiffany Starr Wendy Summers Sarina Valentina Wendy Williams               |
| 2014 | | Eva Lin        | Buck Angel Natassia Dreams Danika Dreamz Jesse Flores Jessica Fox Foxxy Eva Lin Kelli Lox Venus Lux Jane Marie Carmen Moore Tiffany Starr Wendy Summers Sarina Valentina Vaniity                   |
| 2015 | | Venus Lux      | Jonelle Brooks Chanel Couture James Darling Jessy Dubai Foxxy Khloe Hart Kelly Klaymour Eva Lin Kelli Lox Chelsea Poe Tyra Scott Tiffany Starr Vaniity Wendy Williams                              |
| 2016 | Jonelle Brooks Delia DeLions Jessy Dubai Foxxy Vixxen Goddess Sienna Grace Khloe Hart Aubrey Kate Kelli Lox Kylie Maria Carla Novaes Holly Parker Chelsea Poe Tyra Scott                    | Venus Lux      | |
| 2017 | | Aubrey Kate    | Michelle Austin Aspen Brooks Jessy Dubai Jessica Fox Foxxy Aubrey Kate Nina Lawless Kelli Lox Venus Lux Chelsea Marie Sunshyne Monroe Chelsea Poe Domino Presley Isabella Sorrenti Stefani Special |
| 2018 | Foxxy Dicky Johnson Aubrey Kate Casey Kisses Venus Lux Natalie Mars Tori Mayes Marissa Minx Mandy Mitchell Sunshyne Monroe Chanel Santini Alexa Scout Stefani Special Shiri Trap Freya Wynn | Aubrey Kate    | |
| 2019 | | Chanel Santini | Shiri Allwood Michelle Austin Aspen Brooks Kayleigh Coxx Korra Del Rio Foxxy Aubrey Kate Khloe Kay Lena Kelly Casey Kisses Annabelle Lane Natalie Mars Domino Presley Tyler St. Syn                |

### Dècada del 2020
| Any  | Foto | Guanyador    | Nominats |
| ---- | ---- | ------------ | --- |
| 2020 |      | Natalie Mars | Shiri Allwood Kayleigh Coxx Korra del Rio Ella Hollywood Aubrey Kate Khloe Kay Lena Kelly Casey Kisses Lianna Lawson Chelsea Marie Marissa Minx Ryder Monroe Chanel Santini Daisy Taylor |
| 2021 |      | Aubrey Kate  | Shiri Allwood Aspen Brooks Kayleigh Coxx Korra Del Rio Natassia Dreams Foxxy Jenna Gargles Ella Hollywood Khloe Kay Casey Kisses Natalie Mars Ryder Monroe Lena Moon Daisy Taylor        |